# Herserange
Herserange – miejscowość i gmina we Francji, w regionie Grand Est, w departamencie Meurthe i Mozela.
Według danych na rok 1990 gminę zamieszkiwało 4240 osób, a gęstość zaludnienia wynosiła 1198 osób/km² (wśród 2335 gmin Lotaryngii Herserange plasuje się na 101. miejscu pod względem liczby ludności, natomiast pod względem powierzchni na miejscu 1133.).

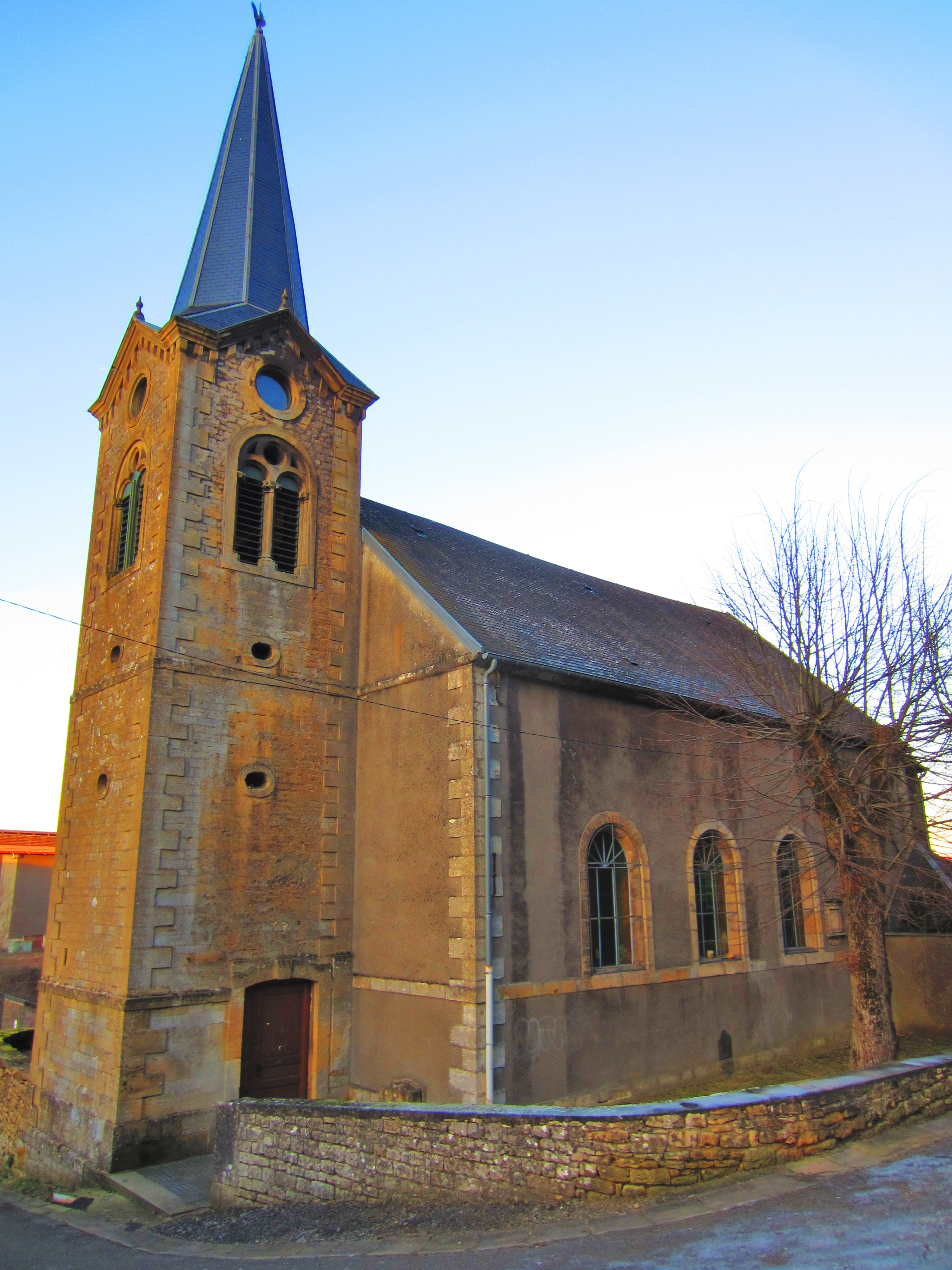
Kościół św. Piotra i Pawła z 1757 r. (2012)
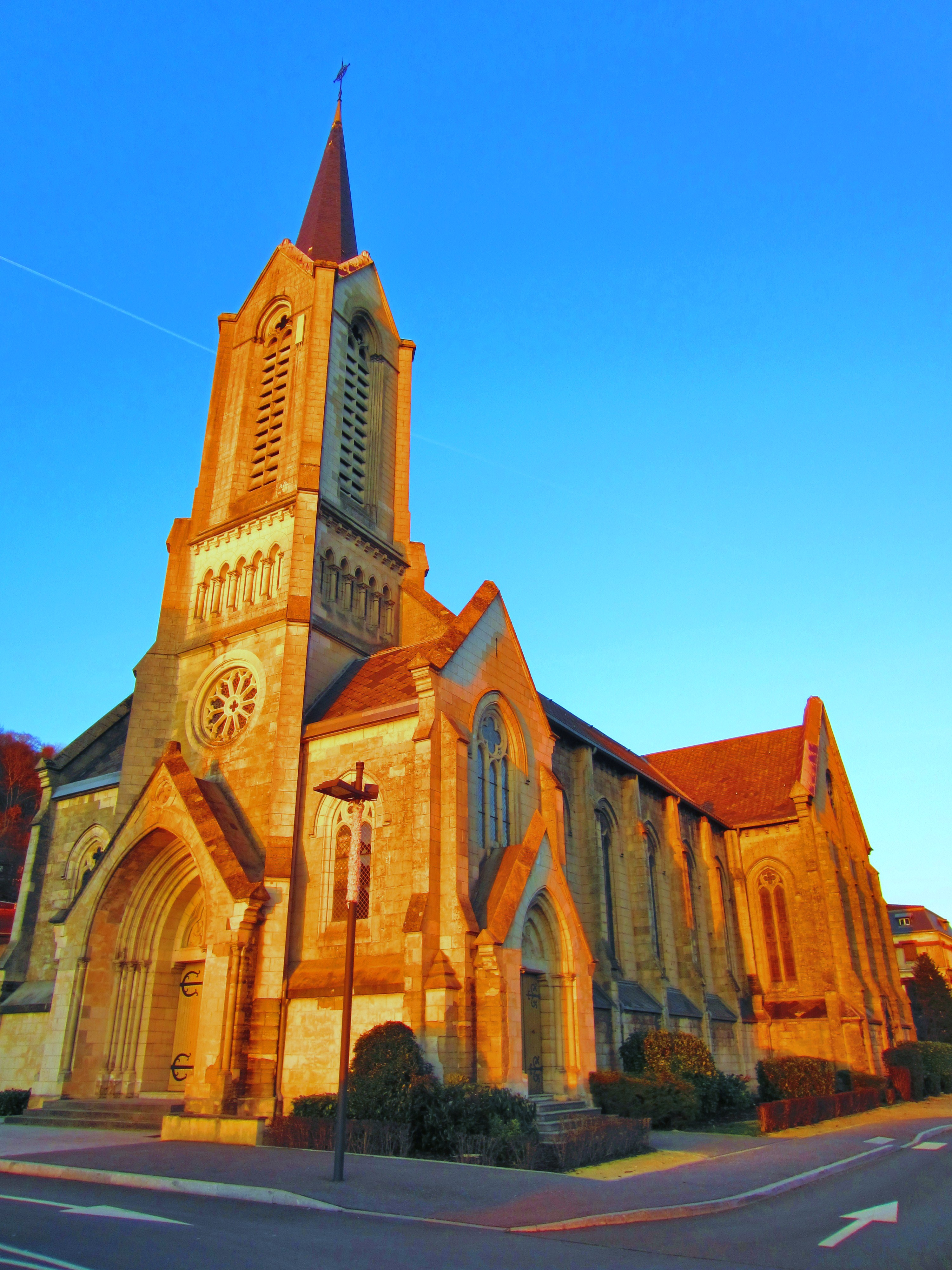
Kościół Matki Bożej Senelle z 1928 r. (2012)

## Populacja

Populacja Herserange w latach 1962–2008